# Fenton (construction)
Pour les articles homonymes, voir Fenton.
Un fenton est une tige de métal de section carrée (carillon de 10 à 15 mm de côté), dite côte-de-vache, servant à armer les entrevous de plâtre des planchers anciens. Les fentons sont disposés parallèlement aux solives et reposent sur des entretoises coudées.